# Vía Exprés Nororiente
La Vía Exprés Nororiente, será una autopista que conectará la CA-1 oriente con la CA-9 norte en el departamento de Guatemala. Entre las ciudades conectadas serían Fraijanes, San José Pinula y la Ciudad de Guatemala.

## Tramo
La autopista comenzará su recorrido en la CA-1 oriente y finalizará en la CA-9 Norte y viceversa. Contará con 27.5 kilómetros con un diseño para una circulación fluida de 70 km/h y se pretende construir en un período de 4 años más 24 años de operación conformando un total de 28 años de plazo contractual. 

## Historia
En 2019 la empresa Anadie anunció la construcción de la nueva carretera de 27.5 de largo. Esperando firmar un convenio entre las municipalidades de la Ciudad de Guatemala y Fraijanes, y del Congreso de la República. No fue hasta 2025 que el convenio fue firmado por las entidades durante el conversatorio "Infraestructura en el Departamento de Guatemala", organizado por Enade. Foro organizado de forma anual de FUNDESA.